# 高井研
高井 研（たかい けん、1969年 - ）は、日本の微生物地球学者。地球生物学者や宇宙生物学者と名乗ることが多い。専門は極限環境微生物・生命の起源・宇宙生物学。Ph.D.。

## 略歴
- 京都府生まれ。
- 1997年、京都大学大学院農学研究科水産学専攻博士課程修了。京都大学農学博士。
- 「Study on Thermostabilization Mechanisms of Phosphoenolpyruvate Carboxylase (PEPC) from an Extremely Thermophilic Bacterium Rhodothermus obamensis (海洋性超好熱細菌Rhodothermus obamensisにおけるホスホエノルピルビン酸カルボキシラーゼ(PEPC)の耐熱機構に関する研究) 」。
- 日本学術振興会特別研究員、科学技術振興事業団科学技術特別研究員
- 旧海洋科学技術センター深海環境フロンティア研究員、同グループリーダー
- 2004年、独立行政法人海洋研究開発機構極限環境生物圏研究センターグループリーダー
- 2009年、独立行政法人海洋研究開発機構 海洋・極限環境生命圏領域 深海・地殻内生物圏研究プログラムプログラムディレクター、深海・地殻内生命圏システム研究(SUGAR)プロジェクト研究代表者、プレカンブリアンエコシステムラボユニットユニットリーダー 。
  - 同年、インド洋の「ソリティアフィールド」で白いウロコフネタマガイを採取[1]。
- 2013年6月22日、しんかい6500潜行による世界初の深海からの生中継を行った時に搭乗した一人。

## 業績
冥王代（約40億年前）から現在に至る地球と生命の共進化の解明をめざし、微生物学・地質学・地球化学などの従来の分野区分にとらわれない姿勢で多くの業績を残す。
- 太陽のエネルギー、光合成由来の分子状酸素に全く依存しないハイパースライム（HyperSLiME：Hyperthermophilic Subsurface Lithoautotrophic Microbial Ecosystem。超好熱地殻内化学合成独立栄養微生物生態系）をインド洋の深海熱水活動域において発見。
- ハイパースライムの存在を40億年前の地球においても保障する地球ー生命相互作用に関するUltraH3（ウルトラエイチキューブ）リンケージ仮説を提唱。
- 生命の最高増殖可能限界温度を更新（122℃）
- 人類に最も厄災をもたらす病原性イプシロンプロテオバクテリアの祖先である未知深海イプシロンプロテオバクテリアの網羅的分離に成功し、そのゲノム解読に世界で初めて成功。

## 人物
- 新発見をしたときはアメリカ国歌が、深海へ潜るときは映画『トップガン』のテーマ曲が頭の中で流れる[2][3]。
- 自身のTwitterなどで「1031」（てんさい・天才）を使っている。

## 受賞歴
- 第8回（平成23年度）日本学術振興会賞
- 第8回（平成23年度）日本学士院学術奨励賞
- CHANGEMAKERS OF THE YEAR 2012　研究者部門グランプリ

## 著書
- 生命はなぜ生まれたのか―地球生物の起源の謎に迫る（幻冬舎新書）ISBN 4344981987
- 爆笑問題＋高井研、爆笑問題のニッポンの教養　FILE0017:「深海に四〇億年前の世界を見た！」ISBN 978-4-06-282612-9
- 微生物ハンター、深海を行く（2013年、イースト・プレス）
- 『青春を深海に賭けて』（ナショナル ジオグラフィック (雑誌)での連載）[4]
- NHKサイエンスZERO深海で生命の起源を探る（取材書籍）

## 出演
- NHKスペシャル「深海大探査 生命誕生の謎に迫る」[5]。
- 海に降る 第6話（2015年11月14日、WOWOWドラマ）
- SWITCHインタビュー 達人達（貴家悠と共演）[6]。